# زول (لغة ترميز)
في برمجة الحاسوب، زول (بالإنجليزية: XUL)‏ أو لغة واجهة مستخدم إكس إم إل (بالإنجليزية: XML User Interface Markup Language)‏، هي لغة رقم واجهة مستخدم بترميز إكس إم إل تم تطويرها من قبل مشروع موزيلا، وتعمل في تطبيقات موزيلا متعددة المنصات مثل فيرفكس وفلوك. محرك التصميم جيكو من موزيلا يقدم تطبيقاً كاملاً لزول المستخدم في فيرفكس.

## التصميم
زول يعتمد على مجموعة متعددة من معايير الويب وتقنيات الويب، تشمل التقنيات صفحات الطرز المتراصة وجافا سكريبت وDOM. هذا الاعتماد على تقنيات الويب جعل زول سهلة التعلم على مبرمجي مواقع الويب.